# Johan Lundgren (1920–1989)
Johan Edvin Lundgren, född 17 april 1920 i Umeå, död 1989 i Stockholm, var en svensk målare, tecknare och grafiker.
Lundgren var son till yrkesmålaren August Alexander Lundgren och Elisabeth Glad samt från 1951 gift med Barbro Marianne Löfgren. Lundgren studerade vid Otte Skölds målarskola 1947 och vid Konsthögskolan i Stockholm 1948–1953 samt under studieresor till Frankrike, Spanien och Italien. Separat ställde han ut i Sundsvall 1956 och på De ungas salong i Stockholm 1958. Han medverkade ett flertal gånger i Nationalmuseums utställning Unga tecknare på 1950-talet och i samlingsutställningar med Sveriges allmänna konstförening samt Riksförbundet för bildande konst. Hans konst består av motiv från den norrländska nybyggarnaturen, interiörer och arbetet i skogen med hästar. Lundgren är representerad vid Moderna museet, Kalmar konstmuseum, Örebro läns landsting och i Gustav VI Adolfs samling.